# Begonia rubricaulis
Begonia rubricaulis là một loài thực vật có hoa trong họ Thu hải đường. Loài này được Hook. mô tả khoa học đầu tiên năm 1844.